# Кухарево (Вяземский район)
Кухарево — деревня в Вяземском районе Смоленской области России. Входит в состав Калпитского сельского поселения. Население — 4 жителя (2007). 
Расположена в восточной части области в 36 км к юго-западу от Вязьмы, в 2 км южнее автодороги Р134 «Старая Смоленская дорога» Смоленск — Дорогобуж — Вязьма — Зубцов, на берегу реки Скалка. В 23 км севернее деревни расположена железнодорожная станция 273-й км на линии Москва — Минск. 

## История
В годы Великой Отечественной войны деревня была оккупирована гитлеровскими войсками в октябре 1941 года, освобождена в марте 1943 года. 